# Лео Навратіл
Лео Навратіл (нім. Leo Navratil; 3 липня 1921, Терніц, Нижня Австрія — 18 вересня 2006, Відень) — австрійський психіатр і письменник, один із засновників будинку художників  Ґуґґінґ, теоретик і сподвижник мистецької течії арт брют

## Життєпис і погляди
Лео Навратіл (1921-2006) народився в Тюрніці, Нижня Австрія. З 1946 року він працював у національній психіатричній лікарні Марії Ґугґінг у Клостернойбурзі, а у 1956 році став головним лікарем закладу. У нього та його дружини Ерни, також психіатра, було двоє дітей. Їхній син Вальтер став художником.
Працював у лікарні в Ґуґґінзі. Він називав роботи, картини та тексти своїх пацієнтів «Zustandsgebundene Kunst» (державне мистецтво). Твори авторів з якими працював Лео Навратіл виставлялися в Берліні, Відні, Зальцбурзі та Гейдельберзі в фундації Ганса Прінцхорна. 
Лео Навратіл підтримав творчість своїх пацієнтів і показав їхні роботи в мистецькому контексті та опублікував деякі їхні тексти. Одним із найвідоміших його художників є Освальд Чиртнер, також відомий як О.Т.

### Концепція «державного мистецтва» (zustandsgebundene Kunst)
Під час навчальної поїздки до Лондона на початку 1950-х років Навратіл зацікавився діагностичною цінністю малюнків. Як правило, він давав своїм пацієнтам Ґугґінґа тему-підказку («людина», «дерево» тощо) і просив їх намалювати чи розфарбувати все, що спало їм на думку, результати яких він зібрав. Дотримуючись підходу в традиції зокрема Ганса Прінцхорна, він використав найвидатніші твори, щоб розробити власний метод доступу до стану своїх пацієнтів, який він назвав «мистецтвом, пов’язаним із державою».  
Навратіл був переконаний, що психотичний досвід може посилити творче вираження людини (структура і динаміка яких подібні до такої у здорових людей). Він досліджував твори мистецтва на предмет повторюваних моделей вираження, які могли бути пов’язані з патологічним перебігом розладів (шукаючи такі ознаки, як «фізіогномізація», «формалізація» або «символізація»).
Цей підхід, заснований на функціях, сьогодні вважається застарілим. 

#### Ґугґінґ
Після першої виставки продажів у 1970 році у Відні групою Ґугґінґа зацікавилася низка відомих художників (наприклад, Арнульф Райнер, Альфред Хрдлічка, Андре Хеллер). Навратіл до 2002-ого року розширював своє дослідження, включивши в нього зв’язки між «шизофренією та мовою», як, наприклад, у випадку пацієнта-поета Гуггінга Ернста Гербека.
У 1981 році колишній павільйон лікарні для інфекційних захворювань було перетворено на «центр мистецтва та психотерапії», де проживало терапевтичне співтовариство з 18 пацієнтів, половина з яких були художниками. 
Деякі з цих митців отримали міжнародне визнання, наприклад Август Валла, Йоганн Гаузер і Освальд Чиртнер.
У 1990 році група Gugging була нагороджена Австрійською державною премією образотворчого мистецтва (Oskar-Kokoschka-Preis).
Наступник Лео Навратіла, Йоганн Фейлахер, більше зосереджувався на естетичній автономії мистецтва, створеного в Ґугґінґу, і в 1986 році центр перейменував на «Haus der Künstler» (Будинок художників).  
Зараз Центр Ґугґінґа Art/Brut Center складається з публічної студії, робочі кімнати, архів, галерея (відкрита в 1997), з 2006 музей. 
Навратіл був одним із перших післявоєнних психіатрів, який звернув увагу на художні таланти деяких своїх пацієнтів, і виступав за визнання «мистецтва аутсайдерів» в Австрії. 
Водночас його теорії та методи іноді виглядали надмірно заступницькими та психологізуючими та викликали певну критику колег.  
Після виходу на пенсію в 1986 році Лео Навратіл продовжував писати та публікуватися. 
Він помер у Відні у віці 85 років від інсульту.

## Нагороди
1983: Медаль Ганса Прінцхорна (присуджена Німецькомовним товариством мистецтва та психопатології вираження)
1990: Премія Юстинуса Кернера (присуджується німецьким містом Вайнсберг)

## Книги Лео Навратіла
- Die Federzeichnungen des Patienten O.T. (Munich, 1974)
- Schizophrenie und Sprache (Munich 1976)
- Alexanders poetische Texte (Munich 1977)
- Art brut and Psychiatrie, Gugging 1946-1986; Wien: Brandstätter 1999 ISBN 3-85447-876-3